# Regno delle Hawaii
Il Regno delle Hawaii fu uno Stato storico della Polinesia. Fondato nel 1795 grazie all'uso della tecnologia militare occidentale, con la sottomissione sotto un unico governo a regime monarchico dei più piccoli indipendenti staterelli di Oʻahu, Maui, Molokaʻi, Lānaʻi, Kauaʻi e Niʻihau da parte dell'isola-stato di Hawaii (conosciuta anche come Big Island), esisté come entità politica indipendente fino al 1893. In questo periodo il regno fu governato da due grandi famiglie dinastiche: quella Kamehameha e quella Kalākaua.
Il Regno delle Hawaii ottenne il riconoscimento delle maggiori potenze europee. Il suo partner commerciale principale divennero gli Stati Uniti d'America, che controllarono gelosamente la nuova nazione per paura che il Regno Unito e successivamente l'Impero giapponese o un'altra potenza minacciassero di prenderne il controllo. Nel 1887, al fine di ridimensionare il potere assoluto del re, fu imposta una nuova costituzione. La regina che gli succedette cercò di ripristinare il vecchio ordine, ma venne detronizzata nel 1893, in gran parte per l'intervento dei cittadini degli Stati Uniti residenti nell'arcipelago. Le Hawaii divennero una repubblica fino a quando furono annesse dagli Stati Uniti nel 1898.

## Storia

### Formazione
Prima della fondazione di un regno unitario, le isole erano tutte governate da ali'i nui indipendenti o "capi supremi". Tutti questi governanti erano ritenuti provenire da una linea ereditaria discendente dalla prima leggendaria polinesiana ancestrale, Papahānaumoku o Papa, che rappresentava la dea madre della religione hawaiana. Il capitano britannico James Cook, tra le altre cose lo scopritore di Australia e Nuova Zelanda, fu anche il primo europeo a imbattersi nelle isole hawaiane, ma rimase ucciso durante il tentativo di prendere in ostaggio l'ali'i nui dell'isola di Hawaii nel 1779. Tre anni più tardi l'autorità politica su Hawaii passò al figlio di Kalani'ōpu'u, Kīwala'ō, mentre quella religiosa fu assegnata al cugino e nipote del sovrano, Kamehameha.

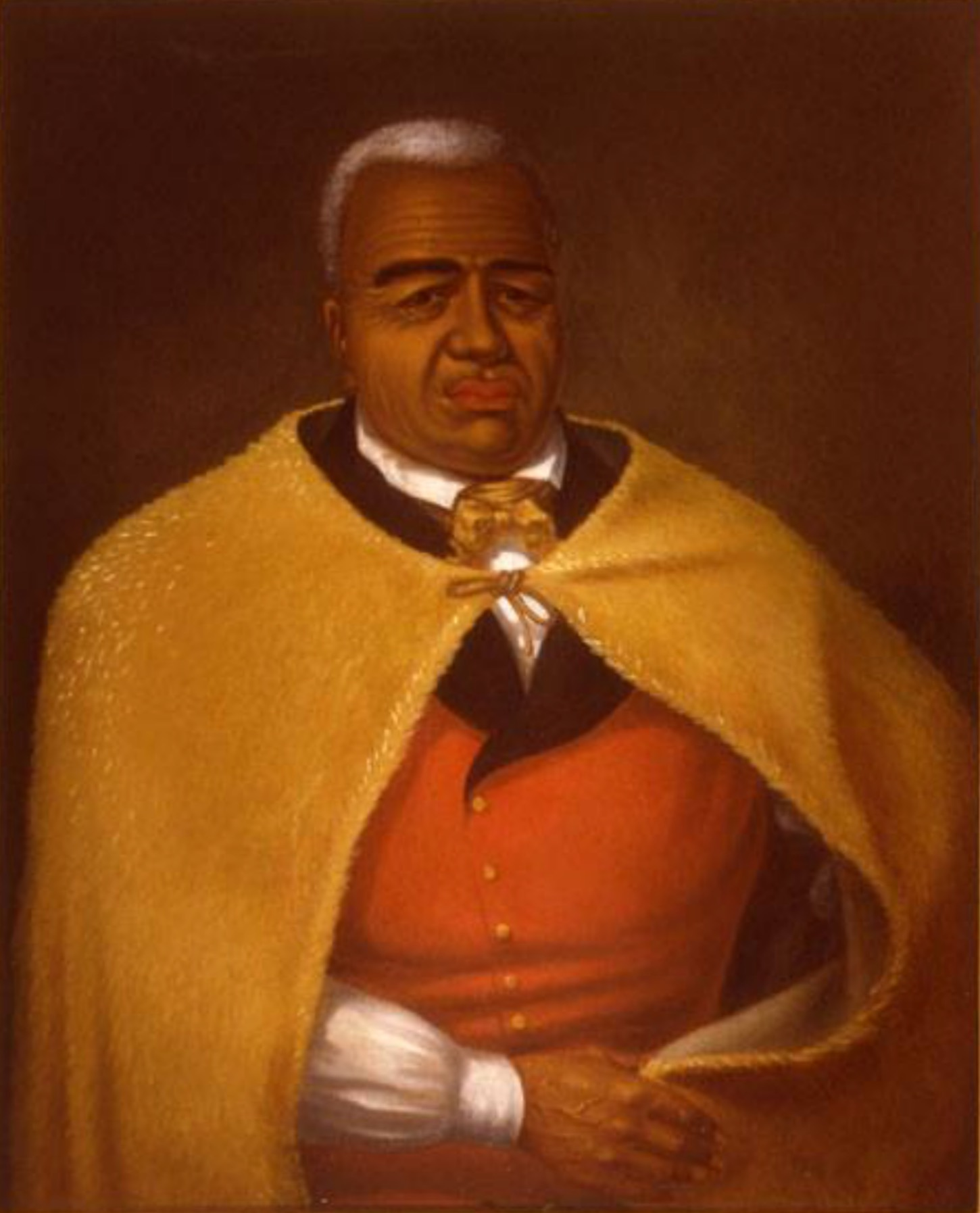
Kamehameha I, Il Grande

Questo capo guerriero intraprese presto contro il cugino una campagna militare di sanguinose battaglie, durata 15 anni. Approfittando dell'aiuto della Marina Britannica, delle armi occidentali e di vari consiglieri militari come John Young e Isaac Davis, sconfisse alla fine il rivale, sottomise gli altri ali'i nui e istituì il Regno delle Hawaii, passando alla storia come re Kamehameha I, il Grande. L'unificazione pose fine alla società feudale delle isole hawaiane che per secoli le aveva caratterizzate, trasformando le Hawaii in uno Stato "moderno", una monarchia assoluta (fino al 1840) indipendente creata sul modello delle monarchie europee.

### Dinastia Kamehameha
Dal 1810 al 1893 il Regno di Hawaii fu governato da due grandi famiglie dinastiche: quella Kamehameha e quella Kalākaua. Cinque membri della famiglia Kamehameha ressero il governo seguendo la politica del capostipite. Per un periodo durante il regno dei primi due successori di Kamehameha I, Liholiho e Kauikeaouli, la moglie favorita di Kamehameha il Grande, la regina Kaʻahumanu, s'impose come regina reggente e Kuhina Nui (una carica hawaiana assimilabile a quella di primo ministro). La successione dinastica della famiglia Kamehameha si concluse tragicamente nel 1872, con la morte di Lot (Kamehameha V), deceduto senza un erede al trono. Fu così che un consiglio di reggenza decise per l'elezione della nuova casa reale, scelta tra una delle maggiori case nobili delle Hawaii, quella dei Kalākaua.

### Organizzazione militare

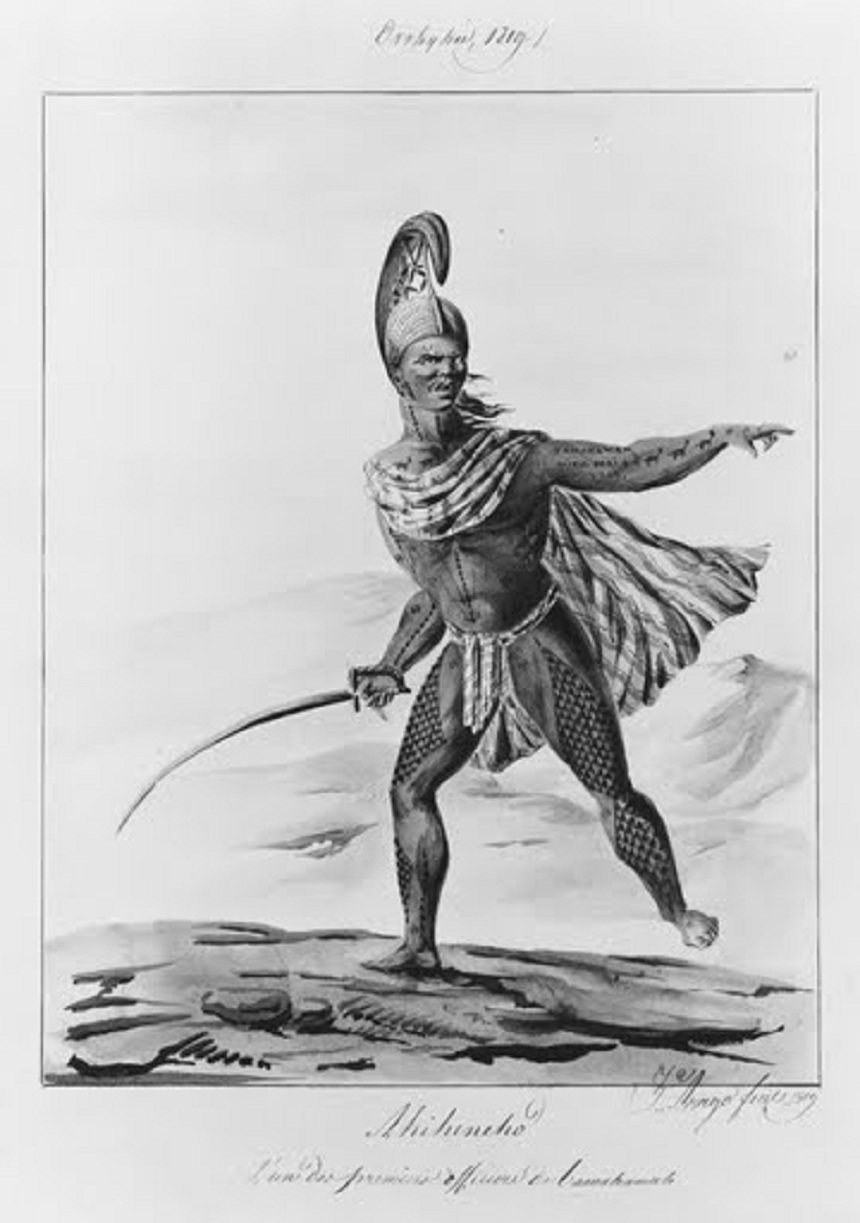
Ufficiale militare hawaiano, 1819 (di Jacques Arago).

Durante il regno di Kamehameha I, l'esercito e la marina delle Hawaii erano principalmente formati dai guerrieri di Kona. L'esercito e la marina utilizzavano sia canoe e uniformi tradizionali, tra cui elmetti realizzati con materiali naturali e i perizomi (chiamati Malo), sia tecnologia occidentale come pezzi di artiglieria, fucili e navi di fabbricazione europea. I consiglieri militari europei vennero catturati ma furono trattati bene diventando cittadini hawaiani. Alla sua morte, nel 1819, Kamehameha lasciò in eredità a suo figlio Liholiho un grande arsenale con decine di migliaia di soldati e molte navi da guerra. Questo avrebbe contribuito a domare la rivolta ai Kuamoʻo Burials alla fine del 1819 e la ribellione di Humehume Kauai nel 1824.
Durante la dinastia Kamehameha, la popolazione delle Hawaii fu falcidiata da epidemie dovute all'immigrazione di stranieri. Il numero dei militari si ridusse di pari passo con quello della popolazione, tanto che alla fine della dinastia non c'era più una marina delle Hawaii e rimaneva solo un esercito, composto da qualche centinaio di soldati. Dopo un'invasione francese che portò al saccheggio di Honolulu nel 1849, Kamehameha III si mosse sullo scenario internazionale, cercando di stipulare dei trattati di difesa con gli Stati Uniti e la Gran Bretagna. Dopo lo scoppio della guerra di Crimea nel 1853 in Europa e che minacciava azioni belliche nel Pacifico che avrebbero potuto coinvolgere il suo regno, Kamehameha III dichiarò nel 1854 a Gran Bretagna e Francia che le Hawaii sarebbero rimaste neutrali. Durante il regno di Kamehameha IV il governo degli Stati Uniti fece forti pressioni sul nuovo re affinché il regno commerciasse esclusivamente con loro e per l'annessione delle isole. Per controbilanciare questa situazione Kamehameha IV e Kamehameha V cercarono alleanze con altre potenze straniere, in particolare la Gran Bretagna. Contemporaneamente le Hawaii rivendicarono il possesso di alcune isole disabitate nel Pacifico, comprese le isole Hawaii nordoccidentali, per molte delle quali entrarono in conflitto con le pretese statunitensi.
Dopo la dinastia Kamehameha le guardie reali furono sciolte dal re Lunalilo a seguito di una rivolta nelle caserme avvenuta nel settembre del 1873. Un piccolo esercito fu nuovamente ricostituito sotto il re Kalakaua, ma non riuscì a fermare la ribellione del 1887 del partito Missionario che impose una nuova costituzione che limitava il potere assoluto del monarca. Nel 1891 salì al potere la sorella di re Kalakaua, la regina Liliuokalani. Le elezioni del 1892 furono seguite da petizioni e richieste da parte della sua amministrazione, volte a domandare di cambiare la costituzione del 1887. Gli Stati Uniti continuarono la politica di mantenere almeno un incrociatore alle Hawaii in ogni momento. Il 17 gennaio 1893 Liliuokalani, temendo che l'esercito americano sarebbe intervenuto se avesse modificato la costituzione, attese che la USS Boston lasciasse il porto. Una volta appreso che Liliuokalani stava revisionando la costituzione per riportarla all'ordinamento precedente al 1887, la Boston fu però richiamata e sostenne il partito Missionario nel suo rovesciamento (nel 1993 il Congresso degli Stati Uniti emise la Apology Resolution, ammettendo l'illecito intervento e presentando scuse formali). Dopo il rovesciamento e l'istituzione del governo provvisorio delle Hawaii, l'apparato militare del regno fu disarmato e sciolto.

### L'incidente con la Francia
Sotto il regno della regina Kaʻahumanu, la potente vedova di Kamehameha il Grande appena convertita al protestantesimo, il cattolicesimo alle Hawaii era illegale e nel 1831 i capi tribù a lei fedeli deportarono forzatamente i preti cattolici francesi. I Nativi hawaiani convertiti al cattolicesimo sostennero di essere stati imprigionati, picchiati e torturati dopo l'espulsione dei sacerdoti. Il pregiudizio contro i missionari cattolici francesi rimase immutato sotto il regno del suo successore, la Kuhina Nui Kīnaʻu.

### Proclamazione anglo-francese
Il 28 novembre 1843, presso la Corte di Londra, i governi britannico e francese firmarono un accordo formale per il riconoscimento dell'indipendenza del Regno delle Hawaii. Chiamato  Proclamazione anglo-francese, che era una dichiarazione congiunta da parte di Francia e Gran Bretagna, firmata da Re Luigi Filippo di Francia e Regina Vittoria del Regno Unito, assicurò alla delegazione hawaiana che:
Il 28 novembre fu istituito come festa nazionale per celebrare il riconoscimento dell'Indipendenza delle Hawaii. Come conseguenza di questo riconoscimento, le Hawaii entrarono in contatto con le altre nazioni del mondo, creando oltre novanta legazioni e consolati in più porti e città.

### Trasformazioni economiche, sociali e culturali
Nel XIX secolo grandi cambiamenti economici e demografici rimodellarono le isole. Nel 1848 il re impose la grande Māhele; questa portò alla vendita agli stranieri praticamente di tutta la terra dei villaggi coltivata fino a quel momento dagli indigeni. Per i nativi, il contatto con il mondo esterno rappresentò inoltre un disastro demografico, con una serie di malattie sconosciute come il vaiolo, che li decimarono. La popolazione indigena hawaiana scese da circa 128 000 nel 1778 a 71 000 nel 1853, e si mantenne in calo fino a 24 000 nel 1920. La maggior parte viveva in villaggi remoti.
La maggior parte dei nativi furono convertiti al cristianesimo da missionari americani. Questi e i loro discendenti diventarono nel corso del XX secolo una potente élite. Essi fornirono i principali consiglieri e membri del gabinetto dei re e dominarono le classi professionali e mercantili nelle città. Questa élite promosse l'industria dello zucchero al fine di modernizzare l'economia delle Hawaii. L'American Capital, una multinazionale statunitense, istituì una serie di piantagioni dopo il 1850. Pochi indigeni erano disposti a lavorare nelle piantagioni di zucchero, per cui i lavoratori vennero reclutati a ventaglio in tutta l'Asia e l'Europa. Di conseguenza, tra il 1850 e il 1900, circa 200 000 lavoratori a contratto provenienti da Cina, Giappone, Filippine, Portogallo e altrove arrivarono alle Hawaii con un contratto a termine (solitamente per cinque anni). La maggior parte ritornò nel paese di origine nei tempi previsti, ma un gran numero di loro vi si stabilì permanentemente. Nel 1908 arrivarono 180 000 lavoratori giapponesi. Non ne furono autorizzati ulteriori ma ben 50 000 di loro si stabilirono in modo permanente nell'arcipelago.

### L'invasione francese (1849)
Nel mese di agosto 1849, l'ammiraglio francese Louis Tromelin arrivò nel porto di Honolulu con La Poursuivante e la Gassendi. Tromelin fece dieci richieste a re Kamehameha III il 22 agosto, soprattutto esigette che la religione di Stato delle Hawaii fosse la religione cattolica (un decennio prima, durante il cosiddetto "Incidente francese" il divieto di professare il cattolicesimo era stato revocato, ma i cattolici godevano solo parzialmente dei diritti religiosi). Il 25 agosto le richieste non furono accolte. Dopo un secondo avvertimento, le truppe francesi attaccarono Honolulu, facendo irruzione negli edifici pubblici e facendo razzia, causando danni quantificati per 100 000 $ di allora. Dopo l'invasione le truppe si ritirarono.
Di fronte al problema dell'invasione straniera francese e temendo altre invasioni del territorio hawaiano, Re Kamehameha III ritenne prudente e necessario inviare una delegazione hawaiana negli Stati Uniti ed in Europa con il potere di risolvere le presunte difficoltà con le nazioni, negoziare trattati e in ultima analisi, garantire il riconoscimento dell'indipendenza hawaiana dalle grandi potenze del mondo. A questo scopo Timoteo Haʻalilio, William Richards e Sir George Simpson vennero nominati rappresentanti plenipotenziari delle Hawaii l'8 aprile 1842. Sir George Simpson, poco dopo, partì per l'Inghilterra, mentre il Sig. Haʻalilio e Mr. Richards partono per gli Stati Uniti, l'8 luglio 1842. La delegazione hawaiana negli USA, il 19 dicembre 1842, ottenne l'assicurazione del presidente degli Stati Uniti John Tyler del riconoscimento dell'indipendenza hawaiana, così come Sir George Simpson in Europa ebbe il riconoscimento formale da Gran Bretagna e Regno di Francia. Il 17 marzo 1843, Re Luigi Filippo di Francia riconobbe l'indipendenza delle Hawaii sotto la spinta di Leopoldo I del Belgio, e il 1º aprile 1843, Sir Aberdeen, a nome di Regina Vittoria del Regno Unito, assicurò alla delegazione hawaiana che "il governo di Sua Maestà è disposto ed è determinato a riconoscere l'indipendenza delle isole Sandwich sotto la corona del loro attuale sovrano".

### Monarchia elettiva
Il rifiuto della principessa Bernice Pauahi della corona e del trono come Regina delle Hawaii, costrinsero il Parlamento del Regno a dichiarare le elezioni per occupare il trono vacante. Dal 1872 al 1873, i parenti più lontani della ex famiglia reale Kamehameha vennero presentati alle liste e nominati. In una cerimonia di voto popolare e una votazione unanime legislativa, Lunalilo (1873-1874) divenne Re delle Hawaii.

### Dinastia Kalākaua

Bandiera alternativa Del regno delle Hawaii (durante la dinastia Kalākaua)

Come il suo predecessore, Lunalilo, non ebbe un erede e morì improvvisamente dopo meno di un anno dall'ascesa al trono. Ancora una volta, il Parlamento del Regno delle Hawaii indisse un'elezione per occupare il trono.
La campagna elettorale del 1874 fu molto difficile e infine David Kalākaua, venne eletto Re delle Hawaii con il nome di Kalākaua I.
La scelta del Parlamento fu molto controversa e le truppe statunitensi e britanniche vennero chiamate a reprimere disordini.
Sperando di evitare l'incertezza per il futuro della monarchia, Kalākaua proclamò più eredi al trono e definì una linea di successione reale alla corona. Sua sorella Liliuokalani sarebbe ascesa al trono dopo la morte di Kalākaua, con la Principessa Victoria Kaʻiulani, seconda in ordine di successione. Se lei non avesse potuto dare alla luce un erede al trono, il principe David Kawānanakoa o il principe Giona Kuhio Kalanianaole avrebbero potuto accedere alla corona.

### Costituzione del 1887

Stemma delle Hawaii durante il regno del re Kalākaua; si noti come questa sia una versione maggiore dello stemma reale hawaiano e la somiglianza con gli stemmi reali europei

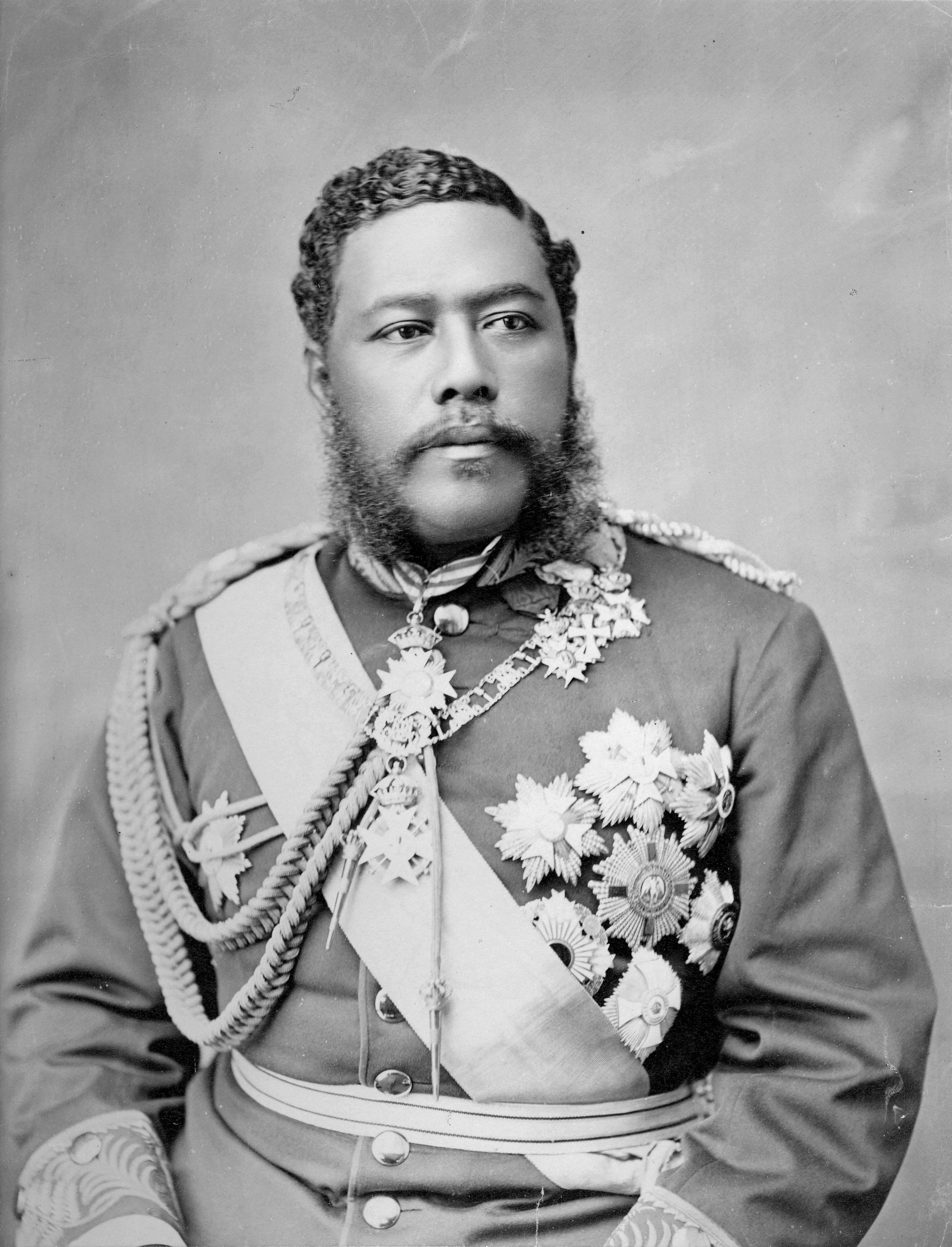
Re Kalākaua

Nel 1887 venne redatta una Costituzione da Lorrin A. Thurston, ministro degli Interni sotto Kalākaua I.
La Costituzione venne proclamata dal re dopo che il sovrano venne portato davanti ad una riunione di 3 000 abitanti, prevalentemente bianchi e quasi tutti armati. Per tale motivo venne definita con disprezzo, soprattutto negli ambienti monarchici, "costituzione delle baionette", proprio per sottolineare come fu imposta al re con una procedura illegale. Il documento non trasformò le Hawaii in una monarchia costituzionale come la Gran Bretagna, ma si limitò a confermare il modello di monarchia costituzionale già in vigore, sia pure con successivi nuovi arrangiamenti, da quasi quarant'anni; il re rinunciò alla maggior parte dei suoi poteri, che cedette al Parlamento, e istituì un gabinetto di governo.
La Costituzione del Regno delle Hawaii del 1887 abilitava i cittadini a eleggere i membri della Camera dei Nobili, che precedentemente erano nominati dal Re.
La Costituzione continuava a consentire al monarca di nominare i ministri, ma gli negava il potere di licenziarli dalla carica senza l'approvazione da parte del Parlamento.
Non tutti i cambiamenti erano però liberali o democratici: infatti, rispetto alla costituzione del 1864, la cittadinanza attiva (ovvero le persone che potevano essere elette ed eleggere i parlamentari) fu ridotta. Questa riduzione si ottenne innanzitutto eliminando per motivi razziali tutti gli asiatici (inclusi i numerosi giapponesi naturalizzati, in genere sostenitori della monarchia hawaiana) e aumentando la quantità di beni immobili necessari per iscriversi nelle liste elettorali; in questo modo moltissimi hawaiani nativi, inclusi alcuni membri della piccola nobiltà, furono esclusi dalla cittadinanza piena: si trattava di sostenitori della monarchia e, soprattutto, dell'indipendenza dell'arcipelago rispetto agli Stati Uniti. Quindi ad avvantaggiarsi di questa costituzione furono quasi esclusivamente i coloni bianchi, per lo più di origine americana, e alcune famiglie indigene occidentalizzate, spesso convertite al protestantesimo e particolarmente vicine ai missionari euro-americani.
La costituzione contribuì anche a spezzare le ultime vestigia dell'aristocrazia tradizionale indigena, che manteneva un certo potere all'interno della Camera dei Nobili (sul modello della Camera dei Lord britannica), ma anche questa misura veniva effettuata per privare il monarca di un sostegno, soprattutto in una prospettiva di mantenimento dell'indipendenza dagli Stati Uniti. L'aristocrazia ereditaria era sostanzialmente conservatrice, ma paternalista e nazionalista, custode delle tradizioni hawaiane e impegnata nella difesa del "popolo minuto", sia pure in maniera vagamente feudale, e contraria agli aspetti più deleteri della progressiva trasformazione dell'economia hawaiana in senso capitalistico.
La costituzione del 1887 ebbe quindi un gruppo di oppositori composito, formato dalla famiglia reale e dalla nobiltà di sangue, dal popolo minuto e, in particolare, dai ceti medi e medio-bassi, esclusi ora dal diritto di voto di cui in precedenza avevano goduto, da molti nativi fedeli alla tradizione, dagli immigrati cinesi e soprattutto giapponesi. Ebbe invece l'entusiastico appoggio delle chiese cristiane e in particolare di quelle protestanti, dei ceti medio-alti, soprattutto i grandi latifondisti (sia bianchi che nativi occidentalizzati), dei signori dello zucchero (che in pratica controllavano il paese) e degli immigrati occidentali in genere (soprattutto dei più ricchi di loro), oltre che del partito favorevole all'eliminazione della monarchia in favore di un'annessione o una colonizzazione da parte degli USA.

### Declino della monarchia

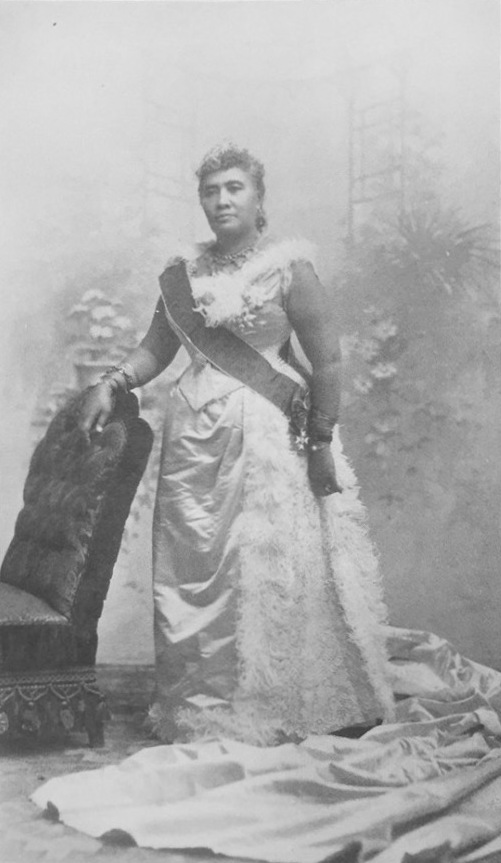
La regina Liliʻuokalani

Al momento della sua elezione, nel 1874, re Kalākaua aveva designato sua sorella Liliʻuokalani come suo successore. Con il pretesto della corruzione presente nel regno, Kalākaua fu costretto a firmare la costituzione del 1887, cedendo così gran parte del suo potere in favore di un'amministrazione controllata dal Parlamento. Alcuni sostengono che questo sia stato il primo segno di declino del Regno delle Hawaii.

### La crisi costituzionale
Nel 1891 re Kalākaua morì e sua sorella Liliʻuokalani assunse il trono.
La regina salì al potere nel mezzo di una crisi economica. Con la revoca del trattato di reciprocità del 1875, la nuova tariffa eliminava il precedente vantaggio hawaiano sui commerci dello zucchero, del quale godeva nei confronti di altri produttori internazionali nel commercio per i mercati degli Stati Uniti, e il risultato fu una paralisi dell'esportazione dello zucchero dalle Hawaii. Le imprese e i cittadini hawaiani risentirono molto delle pressioni della perdita di entrate e la regina propose quindi di cominciare ad esportare l'oppio, pur di portare ulteriori entrate per il governo hawaiano. I suoi ministri e gli amici più stretti cercarono di dissuaderla dal perseguire il progetto, che venne poi utilizzato contro di lei nell'incombente crisi costituzionale.
Il principale desiderio della regina era quello di ripristinare i poteri del monarca, ridotti dalla Costituzione firmata nel 1887 dal fratello.
La sovrana lanciò una campagna con una petizione da parte di alcuni soggetti hawaiani di spicco per annunciare una nuova costituzione. Quando informò dei suoi piani il governo, alcuni ministri la tradirono.
I cittadini e i residenti che nel 1887 avevano costretto re Kalākaua a firmare la costituzione si allarmarono quando venne resa pubblica dal governo la notizia che la regina aveva in programma di proclamare unilateralmente la sua nuova Costituzione.

### Il rovesciamento della monarchia
Nel 1893 gli imprenditori ed i politici locali, in primo luogo i cittadini hawaiani di origini americane ed europee, ma anche un numero significativo di cittadini nativi hawaiani, in risposta al tentativo da parte della regina Liliʻuokalani di abolire la costituzione del 1887, con un colpo di Stato rovesciarono la regina, il suo governo e il suo maresciallato e assunsero il controllo del Regno delle Hawaii.
Per far ciò i congiurati ottennero l'appoggio di alcune unità navali americane presenti in quel momento nell'arcipelago, che agirono senza ordini superiori; in particolare l'incrociatore USS Boston fornì due compagnie da sbarco, mentre un'altra compagnia apparteneva agli US Marine Corps. La regina, anche per evitare un eventuale bombardamento di Honolulu da parte della USS Boston e sanguinose sparatorie con i congiurati e i militari americani, ordinò un cessate il fuoco unilaterale, appellandosi alla legalità internazionale. Questo malgrado molti membri del piccolo esercito hawaiano intendessero battersi.
Il 17 luglio 1893, Sanford Ballard Dole e la sua commissione dichiararono il governo provvisorio "fino a quando non fosse avvenuta l'annessione da parte degli Stati Uniti". Il 4 luglio 1894 venne proclamata la Repubblica delle Hawaii. Dole ne venne nominato presidente.
Più tardi, dopo un tentativo di ribellione contro-rivoluzionario nel 1895, la regina Liliʻuokalani fu messa agli arresti domiciliari, giudicata da un tribunale militare della Repubblica, condannata per tradimento e tenuta agli arresti domiciliari permanenti nella sua casa.
Il presidente statunitense Cleveland effettivamente considerò il colpo di Stato come illegale e biasimò pubblicamente il comportamento dei marinai della USS Boston. Inizialmente il governo degli Stati Uniti non sembrò interessato all'annessione dell'arcipelago, né riconobbe la repubblica.
In questa situazione, nel 1895, i monarchici pensarono di riuscire a organizzare una contro-rivoluzione senza dover aspettarsi un deciso intervento americano. I principali congiurati erano il capitano della guardia reale Samuel Nowlein e Robert Wilcox (meticcio, diplomato all'Accademia di artiglieria di Torino, sposato con una nobildonna italiana e già ribellatosi nel 1889 contro la costituzione del 1887), l'ex ministro degli esteri, il gran ciambellano di corte, un piantatore di origine britannica naturalizzato (e imparentato per via matrimoniale all'aristocrazia locale), alcuni ufficiali del disciolto esercito (soprattutto meticci o nativi), tra cui spiccava Lotto Lane (di origini miste irlandesi e aristocratiche hawaiane, era l'uomo più alto dell'arcipelago e forse, in quel momento, del mondo), un albergatore e contrabbandiere di liquori di origine greca (il nuovo governo, egemonizzato dai missionari, aveva proibito la vendita degli alcolici), il principe David Kawānanakoa, dalle tendenze democratiche (e terzo in linea di successione). Scarso invece fu il coinvolgimento dei nativi poveri o dei partiti, inclusi il partito liberale e il partito nazionale riformista (di cui molti congiurati erano stati leader prima della proclamazione della repubblica). I congiurati riuscirono a radunare circa 600 uomini, che però non furono sufficienti per battere i circa 1200 soldati rimasti fedeli al governo e i 500 membri della milizia (per lo più bianca e borghese) immediatamente levata di rinforzo. Il colpo di Stato produsse ben tre battaglie e vide la definitiva sconfitta dei monarchici. Provocò anche, dal punto di vista internazionale, una serie di problemi, con il crescente coinvolgimento e interesse di Giappone, Regno Unito e Germania, negli affari hawaiani, spingendo il governo statunitense a una politica volta più decisamente alla colonizzazione e annessione dell'arcipelago, anche in vista di una possibile guerra contro la Spagna (che infatti scoppiò tre anni dopo), all'epoca detentrice di un impero coloniale nel pacifico (Filippine, Marianne, Guam, ecc.)

## Governo

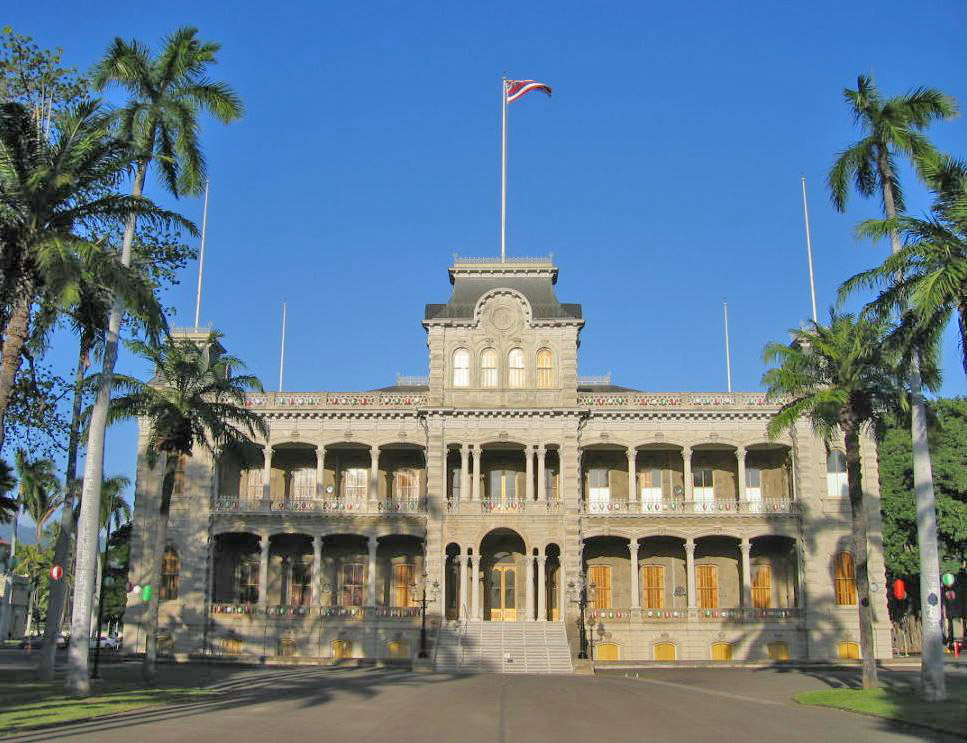
ʻIolani Palace, uno dei tanti palazzi reali delle Hawaii, fu costruito da Kamehameha V che aveva la visione di costruire un palazzo pari alle residenze dei monarchi europei

Il governo del Regno delle Hawaii fu trasformato in varie fasi, ciascuna fase creata dalla promulgazione delle costituzioni del 1840, 1852, 1864 e 1887. Ogni successiva costituzione può essere vista come una diminuzione del potere del re in favore del Parlamento delle Hawaii, elettivo e sempre più dominato dagli interessi di americani ed europei.
Il capo di Stato e capo del governo nel Regno era il monarca. Lui o lei gestivano il "Privy Council", che era di fatto un consiglio di amministrazione. Il Privy Council, composto da ministri responsabili dei vari servizi, era molto simile a quello del sistema politico britannico, su cui esso si basava. I ministri inoltre svolgevano anche il compito di consiglieri della Corona.
Nel 1840 fu creato, con la costituzione, un Parlamento bicamerale responsabile della legislazione. Le due camere del Parlamento erano composte dalla Camera dei Rappresentanti (eletti direttamente con voto popolare) e dalla Camera dei Nobili (nominata dal sovrano su suggerimento del Consiglio dei Ministri). La stessa costituzione creò un sistema giudiziario, incaricato di sorvegliare i giudici e l'interpretazione delle leggi.
Le isole Hawaii erano suddivise in piccole aree amministrative, ognuna rappresentata in parlamento e dipendente dal governo centrale.